# Литература Гонконга
Литература Гонконга, в силу историко-политических особенностей освоения территории страны, начинает свою историю со второй половины XIX века и создаётся на китайском, английском и кантонском языках.

## История
На момент передачи территории Гонконга Великобритании в 1842 году здесь было только небольшое рыболовецкое поселение с населением до 15 тысяч человек, и никакой местной литературной традиции не существовало.

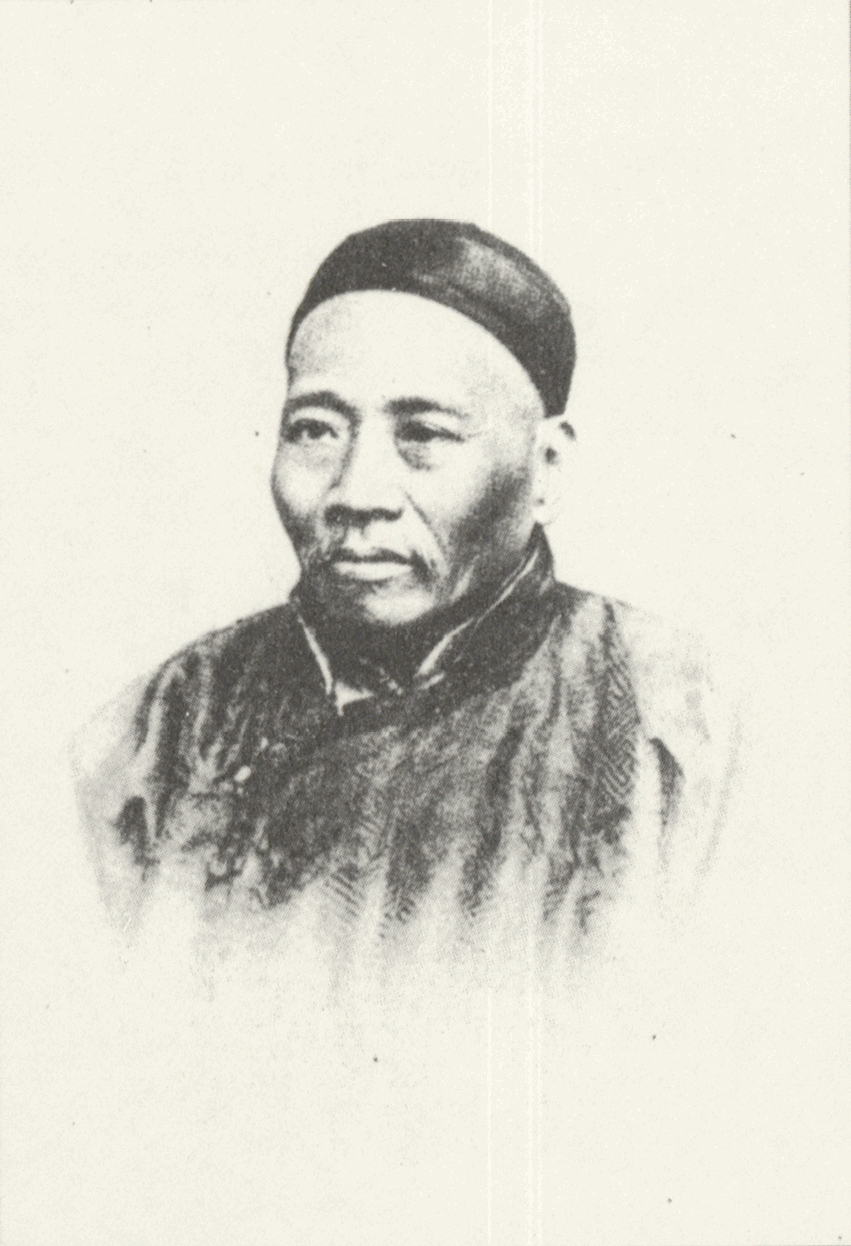
Ван Тао, гонконгский журналист и писатель, издатель газеты Сюньхуань жибао

С приходом британцев в середине XIX века в Гонконге появились первые англоязычные газеты; к 1850 году здесь издавалось уже 9 газет. Первую ежедневную китаеязычную газету «Чжунвай синьбао» (кит. 中外新报) начал выпускать в 1858 году У Тинфан. К 1860 году в Гонконге газет уже выпускается больше, чем во всём остальном Китае. С 1874 года начала также выходить просуществовавшая до 1941 года газета «Сюньхуань жибао», её выпуск организовал бежавший из Китая журналист и писатель Ван Тао. Благодаря развитию печатного дела в Гонконге начала развиваться местная литература, долгое время продолжавшая традиции литературы Китая. При этом Движение 4 мая, существенным образом повлиявшее на развитие литературы «континентального Китая», не оказало на гонконгскую литературу значительного влияния, и в этой британской колонии литература продолжала развиваться в рамках классической китайской традиции.

## Современность
Гонконгская литература продолжает развиваться на китайском, английском и кантонском языках. При этом дополнительный импульс литературе на кантонском языке дали опасения гонконгцев, связанные с переходом Гонконга из-под британской юрисдикции под юрисдикцию КНР.
Ежегодно проходит Гонконгская книжная ярмарка, проводится Гонконгский международный литературный фестиваль. С 2007 года выходят англоязычный журнал «Cha: An Asian Literary Journal», а также издающийся на английском и китайском языках журнал «Muse».

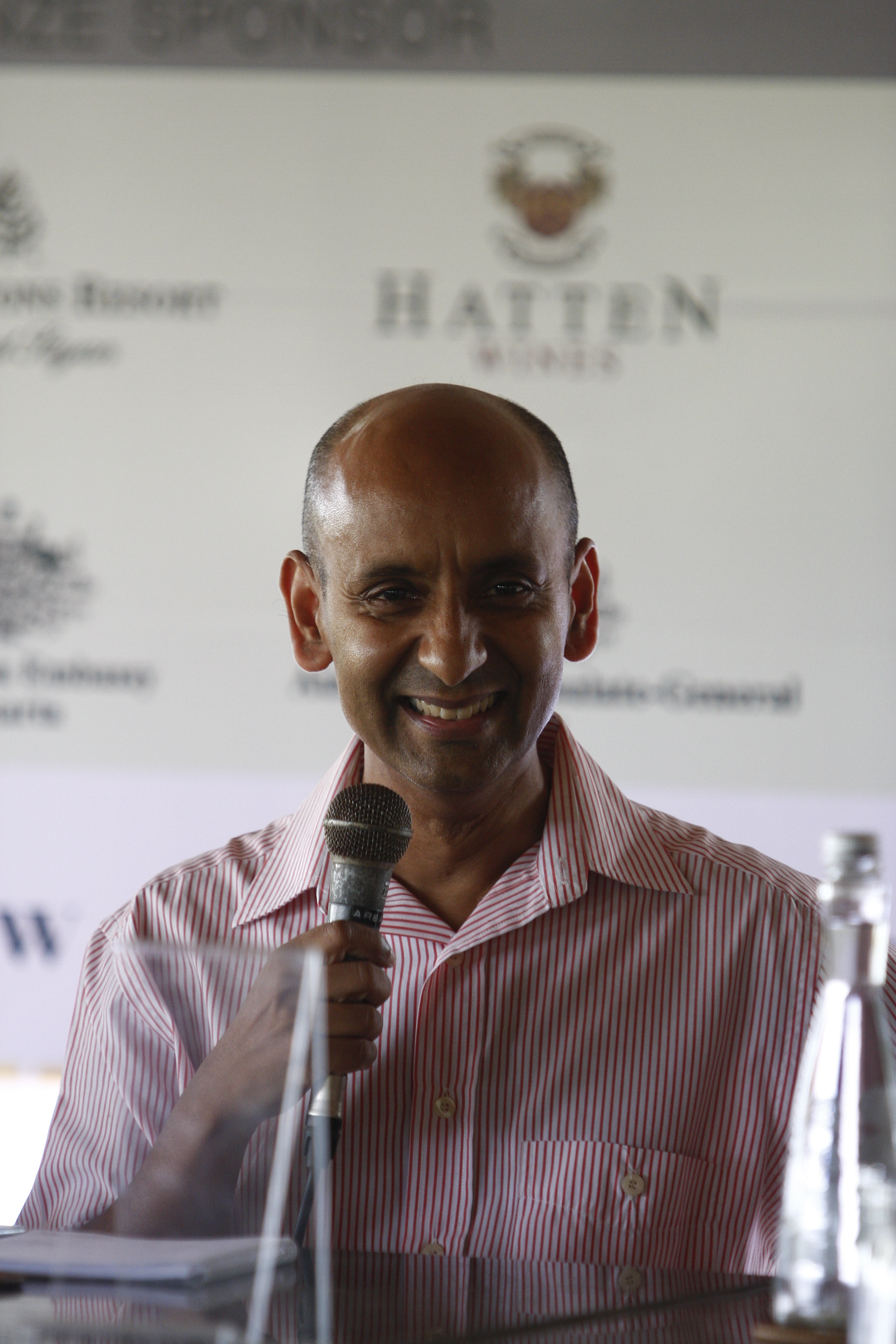
Гонконгский журналист и писатель Нури Виттачи

Среди известных современных гонконгских авторов стоит упомянуть таких, как Сюй Си, Нури Виттачи, Лю Ичан, Ни Куан, И Шу, Тан Жэнь, Е Сы, Е Вэйлянь, Цзинь Юн и ряд других.